# إيرول سوير
إيرول سوير (بالإنجليزية: Errol Sawyer)‏ هو مصور أمريكي، ولد في 8 أغسطس 1943 في ميامي في الولايات المتحدة.